# خواهران بنبیکیرا
خواهران بنبیکیرا (انگلیسی: Benebikira Sisters) یک بنیاد مذهبی زنان از کلیسای کاتولیک روم است که در اوایل دهه ۱۹۰۰ در رواندا تأسیس شد. آن‌ها جاذبه استثنایی خود را با عملشان نشان می‌دهند به عنوان مثال با خدمات گوناگونی که انجام می‌دهند که همراه با شادی و عشق انجام می‌شود. مأموریت آن‌ها آموزش و پرورش، به ویژه برای دختران، مراقبت از بیماران و فقرا، به ویژه زنان و کودکان است. معنویت آن‌ها بر اساس آیین انجمن عیسی که نشان ایمان در عمل است و خداوند را در همه چیز می‌بیند. آن‌ها پیرو مسلک اگناطیوس دی لویولا مقدس هستند با این حال، بیان اعتقادات کاتولیک و معنویت خود را با فرهنگ رواندایی خود شکل می‌دهند. خواهران بنبیکیرا ابتدا یکی بودن با مردم خود، سپس با اشتراک گذاری ایمان مذهبی باعث می‌شوند آن‌ها را مردمی امیدوار و صدای عدالت و عشق بنامند. تعداد تقریباً ۴۰۰ راهبه، ۵۵ جامعه مختلف را در رواندا، همچنین بوروندی، اوگاندا، جمهوری دموکراتیک کنگو، کنیا و رم در دست دارند. نام رواندایی آن‌ها به زبان انگلیسی «دختران مری» است.

## تاریخچه
ژان جوزف هیرت اسقف کلیسای کاتولیک که بنیان‌گذار جامعه مسیحیان آفریقا بود بنیاد خواهران بنبیکیرا را در سال ۱۹۱۳ با پذیرش یک گروه کوچک از زنان جوان به عنوان مهاجران پایه‌گذاری کرد. اسقف هیرت تصریح کرد که بنیاد خواهران بنبیکیرا برای اهالی بومی رواندا و شیوه زندگی آن‌ها است و خدمتی که صورت می‌گیرد باید از طریق فرهنگ رواندا بیان شود. در ابتدا، او تشکیل این بنیاد را به مدت ۴۰سال زیر نظر مبلغان برگزیده مذهبی به نام بانوی ما که مسئولیت خواهران بنبیکیرا را برعهده داشتند سپرد. در سال ۱۹۱۶، یک راهبه سوگند نخورده به وجود آمد و در سال ۱۹۱۹، اولین راهبه بنیاد بنبیکیرا سوگند یاد کرد و این گروه مذهبی به عنوان اتحاد مؤمن‌ها از جانب سریر مقدس به رسمیت شناخته شد. در سال ۱۹۳۵ راهبه‌های رواندایی بنبیکیرا به عنوان پیروان کلیسای کاتولیک مورد تأیید اسقف قرار گرفتند. در سال ۱۹۵۳، خواهران بنبیکیرا، اولین مادر عام و شورای خود را انتخاب کردند و در نتیجه مسئولیت کامل نظام مذهبی و بنیاد کاتولیک رواندا را بر عهده گرفتند. در سال ۲۰۰۸، آن‌ها از طرف جامعه اسقفی عنوان مقدس دریافت کردند. در سال ۱۹۶۱ بنیاد بنبیکیرا به کشورهای دیگر از جمله کنگو گسترش پیدا کرد، و در ادامه به بوروندی در ۱۹۷۳، اوگاندا در ۱۹۸۲، کنیا سال۱۹۹۵ و ایتالیا در ۲۰۰۸.

## کیبه‌هو به مکانی با جاذبه تاریخی و گردشگری
از سال ۱۹۸۰، دانشکده دختران بنبیکیرا در کیبه‌هو، مجموعه ای از نمایش‌های ظهور مریمی را به نمایش گذاشتند؛ که حاوی پیامی برای تغییر قلب‌ها بود. در نتیجه کیبه‌هو به جای مقدسی در روآندا تبدیل شد و بسیاری از زائران را به خو جذب می‌کند. نه برای درمان جسمانی بلکه برای تغییر قلوب و عواطف. خواهرها همچنان مدرسه را اداره می‌کنند و یک خانه مهمان نوازی کوچک برای خوشامدگویی زائر ساخته‌اند.

## نسل‌کشی ۱۹۹۴
طی نسل‌کشی قوم توتسی در ۱۹۹۴ در رواندا، ۱۸ راهبه کشته شدند و ده انبار آن‌ها ویران شد. دیگر خواهران در نتیجه نسل‌کشی فوت کردند. بلافاصله پس از نسل‌کشی رواندا، بیش از ۵۰۰ یتیم را در خانه‌های بنبیکیرا اسکان دادند. در همکاری با سیاست دولت جدید، برای پیدا کردن خانواده برای آن‌ها و صدها یتیم دیگر تلاش کردند تا راه ۳۵۰نفر را به یتیم خانه‌های موقت ازجمله نیانزا، روهنگٍری و رولیندو هموار کردند. آن‌ها یک شبکه بسیار موفق از خانه‌های فامیلی ایجاد کردند که در آنجا فرزندان خانواده‌های یکدیگر با هم تبادل کرده و به این ترتیب مقوله سرپرستی را حل کردند. یک دبیرستان، پاکدامنی، افتتاح شد برای یتیم‌هایی که نیارمند تحت مراقبت قرار گرفتن و آموزش جامعه مذهبی هستند. ازجمله به رسمیت شناختن موضعگیری علیه ایدئولوژی نسل‌کشی، دولت رواندا به خاطر تلاش خواهران، به دو خواهر، خواهر یانکوریج ام پیر کلاور و خواهر راموتسا ماری جین دلا کرو جوایز قهرمانی اعطا کرد. در سال ۲۰۱۰ جایزه صلح کلیسای مستقر در آمریکا به خاطر شجاعت وجدان به خواهران بنبیکیرا اعطا شد.
خواهران بنبیکیرا درسالنامه اطلاعات نامه جهان که همه ساله توسط سازمان سیا منتشر می‌شود ذکر شده که به عنوان یکی از عوامل، نقش مهمی در بازسازی مداوم کشورشان از زمان نسل‌کشی در ۱۹۹۴ ایفا کردند. آن‌ها با مردم خود یکی هستند و با اشتراک گذاری ایمان مذهبی باعث می‌شوند آن‌ها را مردمی امیدوار و صدای عدالت و عشق بنامند